# Marina García Macia
Marina García Macia (Asturias, 1 de julio de 1984) es una científica española, investigadora en neurociencias y especializada en el entendimiento de procesos de autofagia, lipofagia y mitofagia. Su principal línea de investigación se enfoca en la importancia del reciclaje celular en la salud: mecanismos celulares y moleculares de la autofagia. En 2022 fue galardonada con el Young Scientist Lectureship Award otorgado por la International Society of Neurochemistry (Sociedad Internacional de Neuroquímica).

## Trayectoria profesional
Estudió la licenciatura en Biología celular en la Universidad de Oviedo, obteniendo el grado en 2008. De 2010 a 2014 realizó el doctorado en biología celular en la misma universidad con financiamiento del Instituto de Salud Carlos III (ISCIII). Su trabajo de investigación durante el doctorado se centró en examinar el rol de la autofagia en la supervivencia celular y fisiología en la glándula de Harder de hámsteres sirios. Posteriormente se mudó a Nueva York donde realizó una estancia postdoctoral en la Escuela de Medicina Albert Einstein (Albert Einstein College of Medicine), en el laboratorio de autofagia y metabolismo integrado liderado por Rajat Singh.
En 2016 se mudó a Newcastle con el equipo de trabajo de Rajat Singh donde realizó investigación relacionada con envejecimiento. Posteriormente se trasladó al laboratorio de Derek Mann en el grupo de investigación en fibrosis donde trabajó con enfermedades hepáticas y fibrosis. Su trabajo de centró en epigenética y el desarrollo de la fibrosis, así como en el entendimiento de como MeCP2 controla la activación de células estrelladas hepáticas.
Regresó a España en 2019 como investigadora postdoctoral Sara Borrell en el Instituto de Investigación Biomédica de Salamanca en el equipo de Juan Pedro Bolaños, desarrollando su labor investigadora en el Instituto de Biología Funcional y Genómica. En 2022 recibió el contrato Ramón y Cajal con adscripción al departamento de Bioquímica y Biología Molecular.

## Líneas de investigación
Una de sus líneas de investigación se centra en la identificación de nuevos mecanismos asociados con la neurodegeneración en la enfermedad de Batten. Su trabajo consiste en explicar cómo las neuronas, por medio de un incremento aberrante de la proteína PFKB3, modifican su metabolismo, causando una degeneración neuronal. Por medio de esta investigación se ha encontrado que la inhibición farmacológica de la actividad de la proteína PFKB3 revierte la mayoría de los biomarcadores de la enfermedad de Batten.
Coordina un proyecto sobre envejecimiento y dieta. En él estudian cómo estimular la autofagia en el cerebro mediante cambios en hábitos alimenticios.
Otra de sus investigaciones se centra en encontrar una estrategia terapéutica para la enfermedad de hígado graso. Para ello estudian la degradación de las gotas lipídicas mediante el reciclaje celular. Han encontrado que la proteína mTOR activa la perilipina 3 (Plin3) lo que induce la degradación de las gotas lipídicas, impidiendo así una acumulación no deseada. El artículo derivado de esta investigación fue reconocido como artículo del mes por la Sociedad Española de Bioquímica y Biología Molecular.

## Premios y distinciones
Su trayectoria profesional e investigación científica han sido reconocidas en múltiples ocasiones:
- Young Scientist Lectureship Award. Otorgado por la International Society of Neurochemistry (Sociedad Internacional de Neuroquímica) por la plática titulada Aberrant upregulation of glycolysis mediates CLN7 neuronal ceroid lipofuscinosis.[2]
- 2022: Young Investigator Award for excellence in Basic/Translational Research. Otorgado por la Sociedad Europea de Investigación Clínica.[20]
- 2021: Beca postdoctoral Eduardo Gallego.[21][22]
- 2014: Premio a la mejor comunicación presentada en la categoría de Básica en la 6.ª Reunión de la Sociedad Española de Medicina Geriátrica (SEMEG) por la plática titulada Oxidative stress effects in the muscular damaged by obesity.[6]
- 2010: Segundo Puesto en el XIII Premio Nacional de Medicina del Deporte. Premio otorgado por la Escuela de Medicina del Deporte de la Universidad de Oviedo.[6]

## Producción científica
A lo largo de su carrera ha impartido más de 400 horas clase y realizando cursos de mejora docente. Ha codirigido varias tesis de grado y posgrado.
De acuerdo con Scopus, sus publicaciones más citadas son:
- Guidelines for the use and interpretation of assays for monitoring autophagy (3rd edition). D.J. Klionsky, K. Abdelmohsen, A. Abe, et al. Autophagy, 2016, 12(1), pp. 1–222.
- Guidelines for the use and interpretation of assays for monitoring autophagy (4th edition). DJ Klionsky, AK Abdel-Aziz, S Abdelfatah, M Abdellatif, A Abdoli, S Abel, et al. Autophagy 17 (1), 1-382.
- Autophagy in the CNS and periphery coordinate lipophagy and lipolysis in the brown adipose tissue and liver. N Martinez-Lopez, M Garcia-Macia, S Sahu, D Athonvarangkul, E Liebling, et al. Cell metabolism 23 (1), 113-127.
- Differential inflammatory responses in aging and disease: TNF-α and IL-6 as possible biomarkers. D de Gonzalo-Calvo, K Neitzert, M Fernández, I Vega-Naredo, et al. Free Radical Biology and Medicine 49 (5), 733-737.
- Autophagy and mitochondria in obesity and type 2 diabetes. J Sarparanta, M Garcia-Macia, R Singh. Current diabetes reviews 13 (4), 352-369.
- Interleukin 6, soluble tumor necrosis factor receptor I and red blood cell distribution width as biological markers of functional dependence in an elderly population: a translational approach. D de Gonzalo-Calvo, B de Luxán-Delgado, S Rodríguez-González, M Garcia-Macia, et al. Cytokine 58 (2), 193-198.

Cuenta con dos registros de patentes, los cuales se muestran a continuación:
| Título propiedad industrial registrada                                                                                 | Inventores/autores/obtentores | N.º de solicitud | País de inscripción            | Fecha de registro: | Fecha de concesión: |
| --- | --- | ---------------- | ------------------------------ | ------------------ | ------------------- |
| Índice Traslacional Predictivo de mortalidad al año en ancianos (ITM), basado en un modelo institucionalizado          | David de Gonzalo Calvo Ana María Coto Montes Pablo Martínez Camblor Francisco Manuel Suárez García Beatriz de Luxán Delgado Marina García Macia Susana María Rodríguez González María Josefa Rodríguez González                       | 251              | España, Principado de Asturias | 13 de mayo de 2011 | 12 de julio de 2011 |
| Índice Traslacional Predictivo de Ingreso Hospitalario (ITI) al año en ancianos, mediante un modelo institucionalizado | David de Gonzalo Calvo Ana Mª Coto Montes Pablo Martínez Camblor Fancisco Manuel Suárez García Beatriz de Luxán Delgado Marina García Macia Susana María Rodríguez González María Josefa Rodríguez Colunga Juan José Solano Jaurrieta | 250              | España, Principado de Asturias | 13 de mayo de 2011 | 12 de julio de 2011 |

### Difusión de la ciencia
Ha participado en eventos de difusión de la ciencia como el llamado #ImproCiencia, organizado por el Centro de Investigación Biomédica en Red (CIBER) donde dio una plática sobre fragilidad y envejecimiento saludable. En marzo de 2022 publicó un artículo de difusión en el periódico El País, donde explica como los cambios en los hábitos alimentarios pueden servir como estrategia terapéutica y mejoran la salud durante el envejecimiento.
Otras de sus actividades de divulgación de la ciencia a nivel nacional implican charlas en el Instituto de Investigación Biomédica de Salamanca, en el Instituto de Biología Funcional y Genómica, y el Instituto de Salud Carlos III (ISCIII). Es además organizadora del evento Pint of Science de Salamanca.